# The Dentist
The Dentist is een Amerikaanse griezelfilm uit 1996 onder regie van Brian Yuzna. 
De film was een idee van producent Mark Amin en bevat naast acteur Corbin Bernsen ook Mark Ruffalo en Earl Boen.

## Verhaal
Dr. Alan Feinstone is een 'normale' tandarts met een perfect leven; een mooie vrouw, een mooi huis en een goede reputatie. Echter wanneer zijn vrouw Brooke vreemdgaat met de zwembadschoonmaker slaan bij Alan de stoppen compleet door. Hij krijgt last van waanbeelden van verrotte gebitten en zijn vrouw krijgt een speciale behandeling aan haar gebit. Helaas worden ook enkele patiënten slachtoffer van Alan, die hij bewerkt met zijn vlijmscherpe messen, drillende boren en fijne haakjes.

## Rolbezetting
Hoofdpersonages

| Acteur          | Personage          |
| --------------- | ------------------ |
| Corbin Bernsen  | Dr. Alan Feinstone |
| Linda Hoffman   | Brooke Feinstone   |
| Michael Stadvec | Matt               |
| Ken Foree       | Detective Gibbs    |
| Tony Noakes     | Detective Sunshine |
| Molly Hagan     | Jessica            |
| Patty Toy       | Karen              |
| Jan Hoag        | Candy              |
| Virginya Keehne | Sarah              |
| Earl Boen       | Marvin Goldblum    |
| Christa Sauls   | April Reign        |
| Mark Ruffalo    | Steve Landers      |
| Lise Simms      | Paula Roberts      |

Overige personages

| Acteur                           | Personage       |
| -------------------------------- | --------------- |
| Joanne Baron                     | Mrs. Saunders   |
| Brian McLaughlin                 | Jody            |
| Aixa Maldonado Scènes verwijderd | Maria           |
| Christopher Kriesa               | Mr. Schaeffer   |
| Sal Viscuso                      | Matthew Zeigler |
| Betsy Monroe                     | Young Female    |
| Brian Yuzna                      | Attendant       |
| Michael Guerin                   | Student #1      |
| Shanna Igoe                      | Student #2      |
| Michael Rodgers                  | Nervous Patient |
| Diana Tash                       | Opera Singer    |

## Nominaties & Prijzen
The Dentist is in 1996 genomineerd voor beste film bij Fantasporto en won bij Fantafestival voor beste special effects en een Jury Grand Price bij het Sweden Fantastic Film Festival. De film was een bijzonder succes voor de zender HBO. Op 3 oktober 1999 was de film voor het eerst te zien op de Nederlandse televisie, bij de zender Veronica.

## Special Effects
In The Dentist is in principe één grote mond gebruikt voor de close-ups binnenin de monden. Deze modellen zijn op grotere schaal gemaakt en belicht door middel van glasvezel. Special Effects Supervisor Anthony C. Ferrante en regisseur Brian Yuzna hebben meerdere vergaderingen gehad met elkaar hoe ze de effecten in deze film gingen maken; via CGI, animatronics of op 'de oude manier'; de make-up aanbrengen op de acteurs. Voor dit laatste werd gekozen. In The Dentist is de 'oversized mouth' (extra grote mond) gemaakt door Kevin Yagher voor relatief weinig geld. De make-up die te zien is bij Linda Hoffman wanneer Dr. Feinstone haar heeft toegetakeld, is gemaakt door Christopher Nelson. J.M. Logan zorgde voor de make-up bij Marvin Goldblum en verzorgde één model mond voor shots van binnenin voor Jody. J.M. Logan had twee dagen de tijd om deze te maken, omdat dit van tevoren niet gepland was. Ken Rex zorgde voor de special effects props, Sam Greenmun voor de rottende tanden die Dr. Feinstone ziet in zijn waanbeelden en Sticks & Stones bezorgde de beugel van Sarah. Daarnaast zijn er nog een handvol make-up artiesten die meehielpen aan de special effects van The Dentist.

## Achtergrondinformatie
The Dentist kwam  in 1994 van de grond dankzij Mark Amin, die destijds hoofd was van Trimark Pictures. Hij had een idee voor een film met deze titel. Later vroeg hij aan Brian Yuzna of die interesse had om hier wat mee te doen. Zo werd Dennis Paoli en Stuart Gordon gevraagd om een script te schrijven, maar Mark Amin was hierover niet tevreden. Later werd ook Charles Finch erbij betrokken en hij heeft het script hier en daar aangepast aan de wensen van de studio. Er waren dus meerdere versies van het script, en er ging lange tijd voorbij voordat daadwerkelijk de film opgenomen werd. Brian Yuzna zei op een gegeven moment: "You know what? I don't care what the budget is, let's do it, let's make a movie!" ("Zal ik je eens wat zeggen? Kan me niet schelen hoeveel het budget is; kom op, we maken een film!") — dit omdat er heel wat problemen waren met het zeer minimale budget dat beschikbaar was gesteld door Trimark. Er moest overal op bezuinigd worden, zoals op het speelgoed in de wachtkamer (welk Yuzna destijds zelf betaald had door zijn creditcard aan de art-department, de afdeling ontwerp, af te geven, al konden deze spullen later na de opnames in de gekochte winkel teruggebracht worden, dus in feite hadden ze niets gekost).
Ook was er een probleem met de scène waarbij de hond neergeschoten werd: er was geen opgemaakte rottweiler te vinden — alleen een andere hond met compleet andere vacht. De trainer van de Rottweiler had geen tijd meer om met een andere hond te trainen. Wel vond men een opgemaakt hert, en dit werd in een zodanige positie gelegd dat de hoorns niet zichtbaar waren en zo was het probleem min of meer opgelost. Productiemanager Robert Lansing Parker reageerde nog met "Well, to me a goat is as good as the wrong dog with no head" ("Nou, wat mij betreft is een geit even goed als een verkeerde hond zonder kop"). Tobe Hooper was bezig met het opzetten van zijn eigen 'Dentist' film die meer richting de sciencefiction zou gaan. Dat project kwam echter nooit van de grond. Stuart Gordon zou in eerste instantie The Dentist gaan regisseren, voordat Brian Yuzna het project overnam. Stuart Gordon schreef echter wel mee aan het script.

## Film locatie's
Alle scènes die afspelen in Dr. Feinstone's praktijk, alsook de 'witte kamer' aan het begin en eind van de film, zijn opgenomen in een studio waar een tamelijk grote set gebouwd is geworden. Deze studio lag gelegen aan de Front Street in Burbank, Californië. De studio werd door cast en crew leden daardoor ook wel "Front Street Studios" genoemd. Andere films die hier zijn opgenomen zijn onder andere The Crow: City of Angels en Leprechaun 4. Begin 2000 is deze studio tegen de vlakte gegaan. De scènes in en rondom het huis van Dr. Feinstone zijn opgenomen in een bestaand huis, gelegen in de straat Bosque Avenue in Encino, Californië. Ook is ditzelfde huis gebruikt in de serie Beverly Hills, 90210 en de film Ghost in the Machine. De scènes op school zijn opgenomen in het Pasadena City College, gelegen in Pasadena, Californië. 

## Vervolgproducties
In 1998 werd een vervolg van The Dentist gedraaid, namelijk The Dentist 2. Een Dentist 3? Brian Yuzna zei over een mogelijk derde deel dat hij destijds was benaderd, maar toen geen tijd had. Wel meende hij dat er ook nu nog (2006-2007) een markt zou zijn voor een deel 3. In een interview met acteur Corbin Bernsen uit 2009 vertelt Bernsen nog altijd hoop te hebben op een derde deel, vooral sinds Corbin Bernsen sinds 2005 zelf is begonnen met films produceren en regisseren. 
Momenteel is Brian Yuzna bezig met het vinden van investeerders voor een film met Corbin Bernsen genaamd The Plastic Surgeon. In een recent interview vertelde Brian Yuzna dat deze film in feite een 'The Dentist 3' wordt, maar dan met een andere titel. De reden dat de film niet 'The Dentist 3' gaat heten is vanwege een rechtenprobleem om vervolgen op The Dentist te maken.

## Verwijderde Scènes
De scène waarin Maria (de schoonmaakster van Alans huis) in het zwembad valt na het zien van de bebloede/dode Matt is verwijderd uit de film. De reden had Yuzna niet direct weergegeven, wel staat Maria (Aixa Maldonado) op de aftiteling vermeld, alsook de stunt-double die inviel om haar stunts uit te voeren. Tevens zijn diverse scènes ingekort (zoals op school, tegen het einde van de film). 

## Trivia
- The Dentist is opgenomen in 18 dagen.
- De inspiratie voor de film is gebaseerd op een echte moordenaar die tandarts was; Namelijk Glennon Engleman.
- Corbin Bernsen speelde in de film Beyond Suspicion ook de rol van tandarts.
- Er was slechts één 'grote mond' voor de effecten, maar ze verwisselde de tanden voor andere karakters.
- Kevin Yagher maakte deze mond min of meer als vriendendienst.
- De muziek voor de film werd op synthesizers gemaakt in slechts een weekend.
- Er "sterven" 4 mensen in de film en een hond.
- Brian Yuzna maakte de storyboards voor deze film, aangezien er weinig geld beschikbaar was om een storyboard artiest in te huren.
- Anthony C. Ferrante, de make-up effecten supervisor, is nu vooral bekend om zijn Sharknado-films.
- Regisseur Brian Yuzna speelt een kleine rol in de film, op het einde van de film duwt hij Dr. Feinstone in de tandartsstoel.

## Crew
Brian Yuzna - (regie)
Ross Novie - (assistent regie)
Pierre David - (producer)
Mark Amin - (executive producer)
Phillip B. Goldfine - (co-producer)
Noël A. Zanitsch - (co-producer)
Emmanuel Itier - (consulting producer)
Sheri Bryant - (associate producer)
Robert Lansing Parker - (line producer)
Alan Howarth - (muziek)
Levie Isaacks - (camera-leiding)
Christopher Roth - (montage)
Carol Lefko - (casting)
William V. Ryder - (productie ontwerp)
Robyn Coburn - (art ontwerp)
Warden Neil - (costumes ontwerp)
Anthony C. Ferrante - (special fx leiding)
J.M. Logan - (mond-modellen & special fx)
Kevin Yagher - (mond-modellen: volwassenen)
Jennifer McManus - (beugel: sarah)
Rob Burman - (beugel: sarah)
Ken Rex (mond-modellen: volwassenen)
Christopher Nelson - (special fx: brooke)
J.M. Logan - (special fx: marvin goldblum)